# Treplin
Treplin är en kommun och ort i östra Tyskland, belägen i Landkreis Märkisch-Oderland i förbundslandet Brandenburg, omkring 70 km öster om Berlin. Kommunen administreras som en del av kommunalförbundet Amt Lebus, vars säte ligger i staden Lebus öster om Treplin.

## Kommunikationer
Orten ligger vid förbundsvägen Bundesstrasse 5 som förbinder orten med Berlin västerut och Frankfurt an der Oder österut. Närmaste järnvägsstation för regionaltåg ligger i Jacobsdorf 9 km söderut, med vidare förbindelser mot Berlin och Frankfurt (Oder).